# CNN
Si-En-En (CNN, akronim za Cable News Network), američki je 24-satni informativni kanal koji se emituje putem satelita i kablovske televizije u vlasništvu Warner Bros. Discovery. Si-En-En je 1980. godine osnovao američki medijski posednik Ted Tarner kao 24-časovni kablovski kanal za vesti. Nakon njegovog lansiranja, CNN je bio prvi televizijski kanal koji je omogućio 24-časovno pokriće vestima, i bio je prvi televizijski kanal posvećen samo vestima u Sjedinjenim Državama.
Sedište ove televizijske mreže je u Atlanti, dok se program emituje iz tri centra: Atlante, Njujorka i Vašingtona. Njegovo sedište se koristi samo za program tokom vikenda. CNN se ponekad naziva CNN/U.S. (ili CNN domaći) da bi se napravila razlika izmeću kanala u SAD i međunarodne sestrinske mreže, CNN internašonal. Najveći Si-En-Enov poduhvat bio je način na koji je ta televizijska mreža pratila Zalivski rat. Kasnije su mnoge televizijske mreže, poput Skaj njuza, Juronjuza i Al Džazire sledile izvornu ideju Si-En-Ena u načinu izveštavanja.
U avgustu 2010, CNN je bio dostupan u više od 100 miliona domaćinstava u SAD. Emitovanje ovog kanala u SAD je dostupno u preko 890.000 američkih hotelskih soba, a prenose ga i pretplatnički provajderi širom Kanade. U julu 2015. godine CNN je bio dostupan u oko 96.374.000 domaćinstava sa televizijskom pretplatom (82,8% domaćinstava sa bar jednim televizorom) u Sjedinjenim Državama. Globalno, CNN programi se emituju preko CNN internašonala, koji gledaoci mogu videti u preko 212 zemalja i teritorija.

## Istorija
Mreža kablovskih vesti je pokrenuta u 17:00 časova istočno vreme 1. juna 1980. Nakon uvoda Teda Tarnera, tim bračnog para Dejvida Vokera i Lois Hart vodio je prvu emisiju vesti na kanalu. Bert Rejnhardt, izvršni potpredsednik CNN-a, angažovao je većinu od prvih 200 zaposlenih na kanalu, uključujući i prvog voditelja vesti na mreži, Bernarda Šoa.
Od svog debija, CNN je proširio svoj domet na nekoliko provajdera kablovske i satelitske televizije, veb sajtova i specijalizovanih kanala zatvorenog kruga (kao što je aerodrom CNN). Kompanija ima 42 biroa (11 domaćih, 31 međunarodna), više od 900 povezanih lokalnih stanica (koje takođe primaju vesti i objavljuju sadržaj putem servisa za video vesti CNN Newsource), i nekoliko regionalnih i mreža na stranim jezicima širom sveta. Uspeh kanala napravio je istinskog mogula od osnivača Teda Tarnera i postavio scenu za konglomerat Tajm Varner (kasnije WarnerMedia koji se spojio sa Discovery Inc. formirajući Warner Bros. Discovery) konačnu akviziciju kompanije Turner Broadcasting System 1996. godine.

## Međunarodne kritike
CNN je gotovo redovno od stranih vlada i organizacija bio optuživan kao propagandno sredstvo u promoviranju američkih političkih ciljeva. Najčešće CNN je optuživan za zauzimanje projevrejskih to jest antiarapskih stajališta o događajima na Bliskom istoku, ali je takođe žestoko optužen od Kine zbog antikineskih stajališta tako da je tamo nastala poslovica "Nemoj biti kao CNN" što u prevodu znači "Nemoj biti pristran".
Osim redovnog informativnog programa koji je po mišljenju kritičara pristran CNN povremeno ima problema s "tehničkim pogreškama". Dvije od najpoznatijih "pogrešaka" u razdoblju 2005 - 2010 koje su dovele do međunarodnih osuda su one iz doba Rata u Južnoj Osetiji kada je CNN prikazao slike grada Chinvali kojega je uništila gruzijska vojska (koju podržava SAD) dok se čitao tekst o napadima Ruske vojske tako da ispada kao da ga je ona uništila i "greška" u prevodu govora iranskog predsjednika koji je 2006. godine izjavio:"Iran ima pravo na nuklearnu energiju, a civilizirane nacije nemaju potrebe za nuklearnim oružjem" dok je to CNN preveo:"Korištenje nuklearnog oružja spada u Iranska prava" (u skladu s politikom SAD). Na prostoru bivše Jugoslavije je jedna od najpoznatijih takvih pogrešaka vezana uz reportažu o demonstracijama srpskih nacionalista povodom hapšenja Radovana Karadžića ilustriranih snimkama daleko spektakularnijih i nasilnijih demonstracija mađarske desnice u Budimpešti.

## U Srbiji
U Srbiji, Hrvatskoj i Bosni i Hercegovini emituje se zvanični partner Si-En-Ena na ovom području, N1 televizija, koja program emituje na srpskom, hrvatskom i bošnjačkom jeziku.

## Literatura
- „Ted Turner Cleared for News Cable”. Los Angeles Times: E3. 5. 3. 1980.
- „CNN changed news – for better and worse”. Taipei Times. 31. 5. 2005. Приступљено 2009-01-24.
- „KIESEWETTER: Television news”. enquirer.com. Архивирано из оригинала 11. 10. 2017. г. Приступљено 7. 7. 2015.
- Kiesewetter, John (28. 5. 2000). „In 20 years, CNN has changed the way we view the news”. The Cincinnati Enquirer. Архивирано из оригинала 11. 10. 2017. г. Приступљено 2009-01-24.
- Barkin, Steve Michael; Sharpe, M.E. (2003). American Television News: The Media Marketplace and the Public Interest.
- „Journalism Legend Daniel Schorr Dies At 93”. NPR.org. 23. 7. 2010. Приступљено 7. 7. 2015.
- „Anderson to debate, too, via cable-TV network”. Christian Science Monitor. 27. 10. 1980. Приступљено 5. 1. 2019.
- Times, Warren Weaver Jr Special To the New York (29. 10. 1980). „A CARTER 'FLIP-FLOP' IS SEEN BY ANDERSON; Responding to 2 Debaters' Views, He Says on Cable TV That Tax Cuts Are 'Irresponsible' Carter's Earlier Position Repeating Charges of Past Service in World War II”. The New York Times. Приступљено 5. 1. 2019 — преко NYTimes.com.
- Schroeder, Alan (28. 6. 2016). Presidential Debates: Risky Business on the Campaign Trail. Columbia University Press. ISBN 9780231541503. Приступљено 5. 1. 2019 — преко Google Books.
- Troy, Gil (2013). Morning in America: How Ronald Reagan Invented the 1980's. Princeton, New Jersey: Princeton University Press. стр. 127. ISBN 978-1-4008-4930-7. OCLC 868971097.
- Leon, Charles L. Ponce de (4. 5. 2015). That's the Way It Is: A History of Television News in America (на језику: енглески). University of Chicago Press. ISBN 9780226472454. Архивирано из оригинала 14. 4. 2021. г. Приступљено 15. 10. 2020.
- Alvarado, Manuel; Buonanno, Milly; Gray, Herman; Miller, Toby (9. 12. 2014). The SAGE Handbook of Television Studies. SAGE. ISBN 9781473911086. Архивирано из оригинала 14. 4. 2021. г. Приступљено 15. 10. 2020.
- „Cable News: Fact Sheet”. Pew Research Center's Journalism Project. 15. 6. 2016. Архивирано из оригинала 19. 4. 2017. г. Приступљено 20. 4. 2017.
- Tyree, Omar (27. 4. 2009). The Equation: Applying the 4 Indisputable Components of Business Success (на језику: енглески). John Wiley & Sons. ISBN 9780470452837. Архивирано из оригинала 14. 4. 2021. г. Приступљено 15. 10. 2020.
- „CNN Newsource”. CNN Newsource (на језику: енглески). Архивирано из оригинала 21. 4. 2017. г. Приступљено 20. 4. 2017.

## Spoljašnje veze
- Zvanični veb-sajt
- Kristi Lu Staut, novinarka kanala
- „CNN”. 15. 8. 2000. Архивирано из оригинала 15. 8. 2000. г.